# Kim Bo-kyung (actriz)
Kim Bo-kyung (hangul= 김보경; Busan, 3 de abril de 1976 – 2 de febrero de 2021) fue una actriz surcoreana.

## Biografía
Estudió teatro en el Instituto de las Artes de Seúl (Seoul Institute of The Arts).
En 2012 se casó con su novio, un emprendedor un año menor que ella.
El 5 de febrero de 2021, su familia anunció que había fallecido el 2 de febrero del mismo año tras perder su batalla de once años contra el cáncer.

## Carrera
Fue miembro de la agencia Koom Entertainment (쿰엔터테인먼트).
Debutó como actriz en 1995, participando tanto en televisión como en el cine, en particular Friend (2001), R. U. Ready? (2002), Epitaph (2007) y The Day He Arrives (2011).

## Filmografía

### Cine
| Año  | Título                        | Rol                      | Notas                                |
| ---- | ----------------------------- | ------------------------ | ------------------------------------ |
| 1998 | Naked Being                   | Yu-ri                    |                                      |
| 2001 | Friend                        | Jin-sook                 |                                      |
| 2002 | R. U. Ready?                  | Dan Joo-hee              |                                      |
| 2003 | Sword in the Moon             | Kim Shi-young            |                                      |
| 2003 | Wonderful Day                 |                          | short film                           |
| 2004 | My Little Bride               | Ji-soo                   |                                      |
| 2006 | Blue Sky                      | Lee Chung-ah             |                                      |
| 2007 | Before the Summer Passes Away | So-yeon                  |                                      |
| 2007 | Epitaph                       | Kim In-young             |                                      |
| 2007 | Milky Way Liberation Front    | Eun-kyeong               |                                      |
| 2009 | Paju                          | Jung Ja-young            |                                      |
| 2009 | After the Banquet             | Han Seong-joo            |                                      |
| 2011 | The Day He Arrives            | Kyung-jin/Ye-jeon        |                                      |
| 2012 | Horror Stories                | madre de Seon-yi (cameo) | segmento: "Don't Answer to the Door" |
| 2014 | A Hard Day                    | Ex-wife                  |                                      |

### Serie de televisión
| Año  | Título                                   | Rol             | Red  |
| ---- | ---------------------------------------- | --------------- | ---- |
| 1995 | New Generation Report: Adults Don't Know |                 |      |
| 1999 | Invitation                               |                 |      |
| 2000 | Drama City "Double Feature"              |                 |      |
| 2001 | School 4                                 | Kim Yu-ri       | KBS2 |
| 2003 | MBC Best Theater "Flower"                | Noh Yoo-kyung   | MBC  |
| 2003 | Span Drama "Our Happy Days of Youth"     |                 |      |
| 2004 | MBC Best Theater "Commuter Train Love"   | In-ae           | MBC  |
| 2004 | Drama City "Dr. Love"                    | Dra. Love       | KBS2 |
| 2005 | Drama City "Mother's Song"               | Kim Ji-ah       | KBS2 |
| 2005 | Drama City "Second First Love"           | In-joo          | KBS2 |
| 2005 | Pocket Drama Warrior                     | Gyu-yeon        | DMB  |
| 2006 | MBC Best Theater "Take Care, Youth"      | Bo-ri           | MBC  |
| 2007 | Behind the White Tower                   | Kang Hee-jae    | MBC  |
| 2007 | Kimcheed Radish Cubes                    | Seo Ji-hye      | MBC  |
| 2007 | One Thousand and One Nights              | Tara            | OCN  |
| 2008 | Spotlight                                | Lee Joo-hee     | MBC  |
| 2010 | Drama Special "After the Opera"          | Choon-hee       | KBS2 |
| 2012 | Drama Special "Amore Mio"                | Han Soo-young   | KBS2 |
| 2012 | It Was Love                              | Choi Seon-jeong | MBC  |